# Geiss Haejm
Geiss Haejm, eigentlich Helmut Josef Geiss, auch Geisshaim genannt (* 23. Oktober 1951 in Zwiesel; † 14. November 2023), war ein deutscher Liedermacher und Schriftsteller.
Geiss besuchte die Glasfachschule in Zwiesel und war von 1969 bis 1972 Glasapparatebläser, Erzieherausbildung in West-Berlin, von 1974 bis 1977 Erzieher in Zwiesel, von 1977 bis 1992 Internatsleiter in Bad Wörishofen, von 1992 bis 2001 Wohnstättenleiter in Regen. Er lebte später wieder in Zwiesel.
Ab 1966 textete und komponierte er über 600 zeitkritische Lieder, meist in bayerischer Mundart. Er trat an Kleinkunstbühnen in Süddeutschland und in Berlin auf, besonders auch 1980, 1983 und 1984 beim Nürnberger Bardentreffen. Im Eigenverlag BAAM-Edition erschienen seit 1978 mehrere Veröffentlichungen.

## Publikationen
- 1978:  LP „Reise ins Schlaraffenland“,
- 1979:  MC „Verzwickte Mundartsongs“
- 1981:  LP „Hirnbatzl“
- 1983:  Kalendergeschichten
- 1984:  MC „Summa wiads“
- 1986:  Liederbuch des Geiss Haejm
- 1987:  Neue Kalendergeschichten
- 1987:  Vom Leben der Echraner
- 1988:  MC „Rockhausmuse“
- 2000:  CD Ausgewählte Hirnbatzl
- 2003:  Gedankenbuch des Geiss Haejm
- 2004:  Multimediales Liederbuch
- 2006:  Sentenzen